# Seksowanie

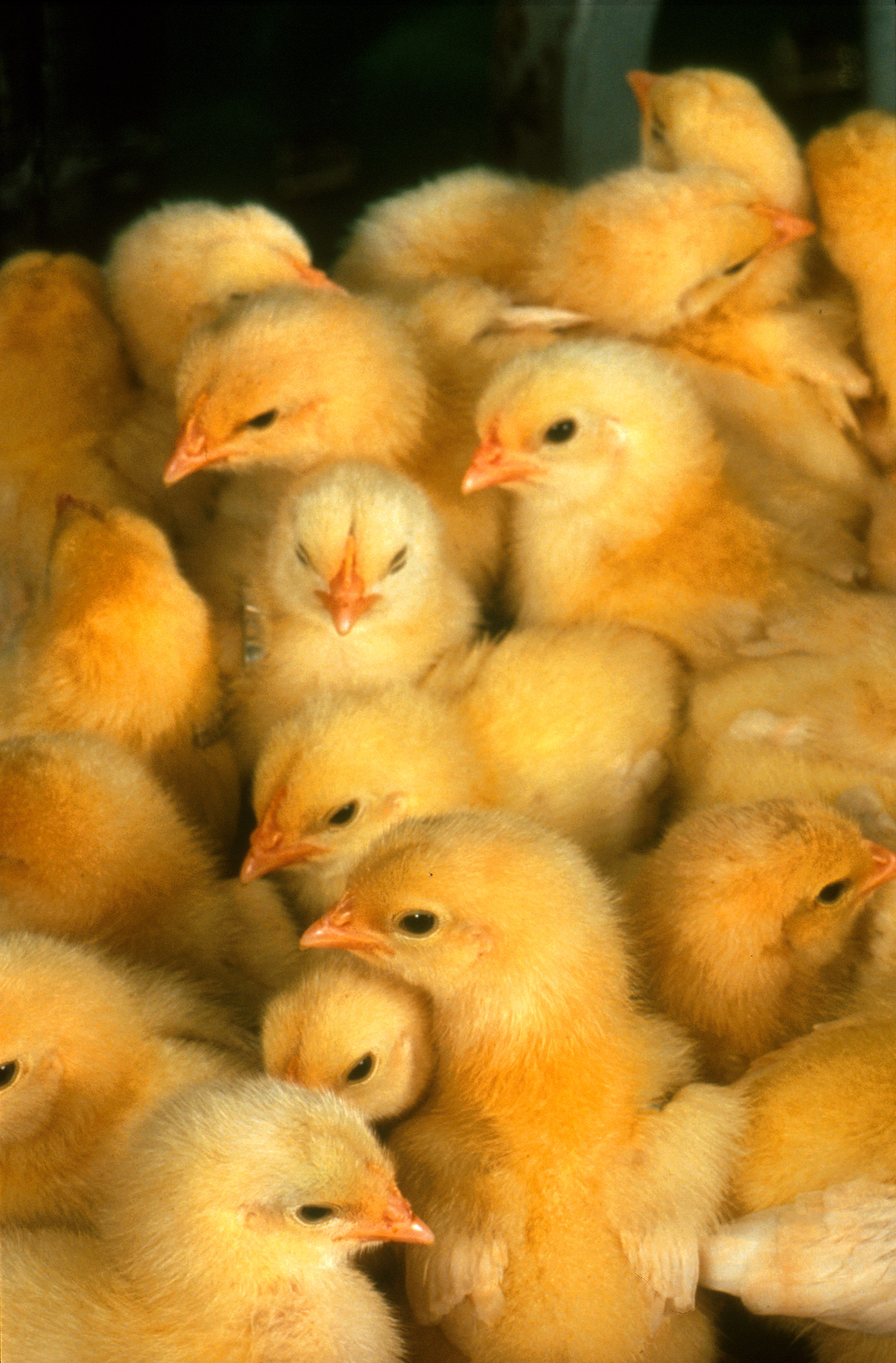
Młode kurczaki niezależnie od ich płci na pierwszy rzut oka wydają się być identyczne.

Seksowanie (ang. sex „płeć”)  – segregowanie piskląt według płci.
Polega na ustaleniu obecności prącia w steku u samców lub jego brak u samic przez oglądanie rozchylonego steku lub badanie gruczołów rozrodczych za pomocą endoskopu (możliwość uszkodzenia narządów wewnętrznych). Zabieg ten łatwiej jest przeprowadzić u kacząt niż u kurcząt, gdyż kaczorki mają dobrze widzialny, umieszczony w fałdach błony śluzowej po stronie brzusznej steku, mierzący około 2 mm zaczątek przyszłego prącia.
Samce rozpoznać też można po bębenku rezonacyjnym, mieszczącym się w dolnej części tchawicy, w miejscu, gdzie rozgałęzia się ona na dwa oskrzela; jest on łatwo wyczuwalny poniżej krtani ptaka.
Seksowaniem zajmują się sekserki i sekserzy.